# Historias marginales
Historias marginales es una colección de cuentos del escritor chileno Luis Sepúlveda del año 2000. Publicadas periódicamente, durante casi dos años, en medios de diversos países como El País Semanal, La Repubblica, el Frankfurter Allgemeine y Página Doce, el mismo autor explicó por qué escribió estos relatos así:

## Argumento
Se compone de una colección de treinta historias de hombres y mujeres que comparten el deseo de luchar por sus ideales y no ceder a la intimidación. Los lugares donde se desempeñan las historias tocan todos los extremos de la tierra, desde la Patagonia a Noruega, de Argentina a Rusia, a través de los campos de la muerte de los nazis y las cárceles de Augusto Pinochet, las tierras de Laponia y de las islas del Adriático. Entre los retratos realizados por el autor, destacan los de los indios del Amazonas, el de un judío poeta de Vilna o el de un genovés que cruzan la pampa.